# Mikołajew
Mikołajew [pronunciación en polaco: /mikɔˈwajɛf/] ( alemán Neu-Schwedelbach ) es un pueblo ubicado en el distrito administrativo de Gmina Łęczyca, dentro del condado de Łęczyca, voivodato de Łódź, en el centro de Polonia. Se encuentra a unos 8 kilómetros al noroeste de Łęczyca y a 42 kilómetros al noroeste de la capital regional Łódź.